# Cuencas internas de Cataluña

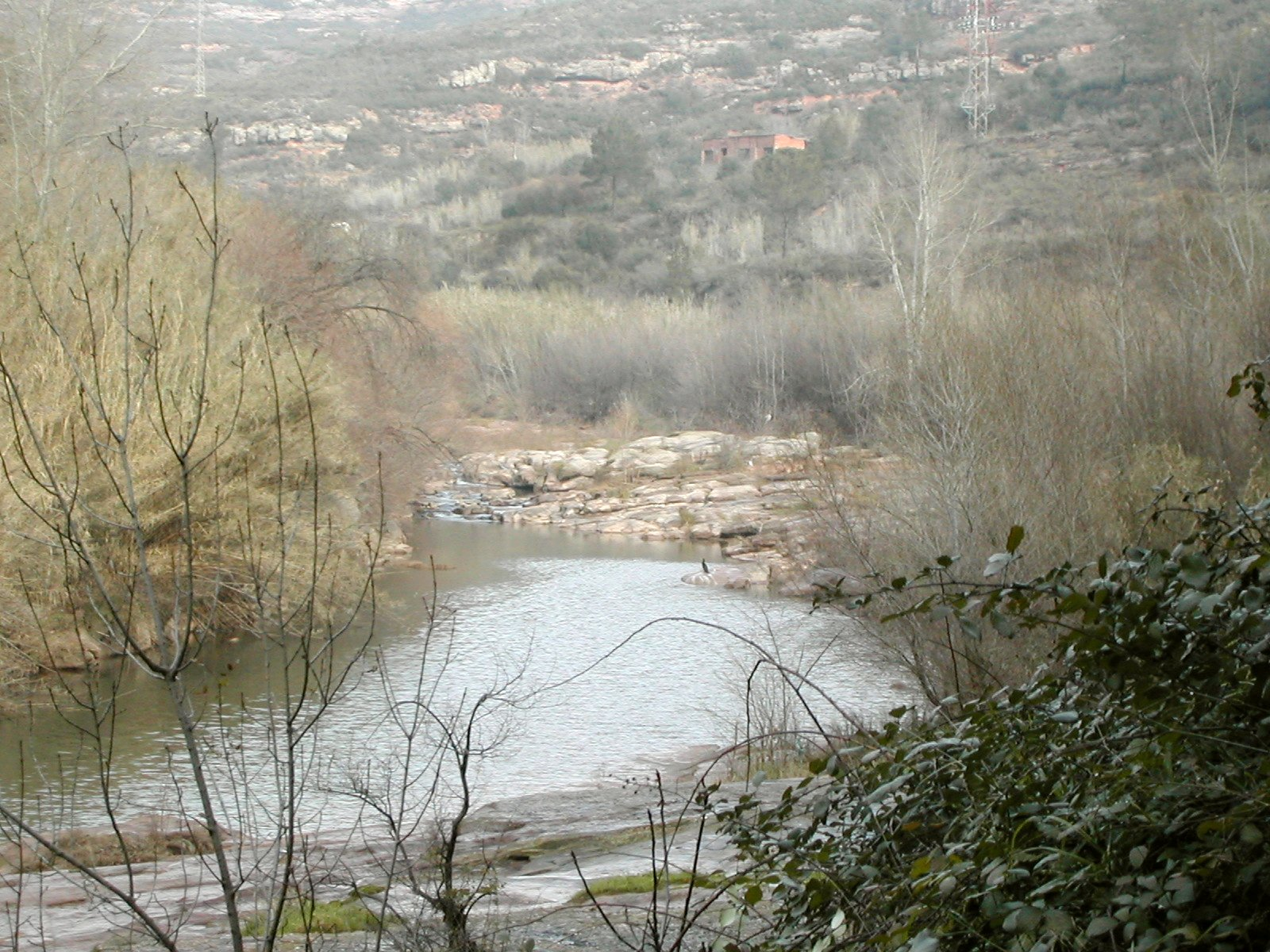
El río Llobregat en Monistrol de Montserrat.

Demarcación de las Cuencas Internas Catalanas

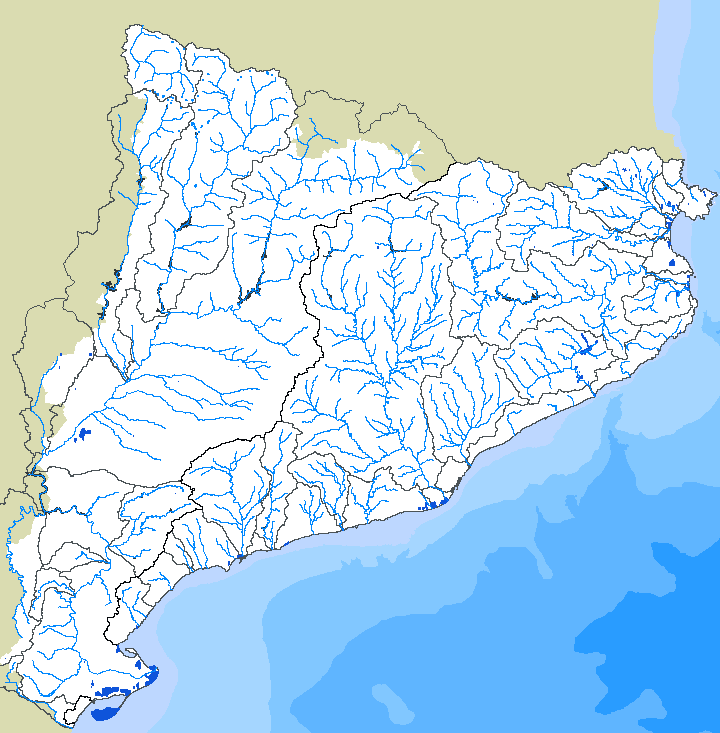
Cuencas Internas de Cataluña

Las cuencas internas de Cataluña agrupan la vertiente oriental de la red hidrográfica de Cataluña, caracterizada por incluir los ríos que nacen en Cataluña y que finalizan su recorrido en el mar Mediterráneo, sin desembocar en ningún lecho intercomunitario.
Incluye las cuencas de los ríos Muga, Fluviá, Ter, Daró, Tordera, Besós, Llobregat, Foix, Gayá, y Francolí, así como la totalidad de las ramblas costeras comprendidas entre la frontera con Francia y el desagüe del río Cenia. Exceptúa la totalidad de la cuenca hidrográfica del Ebro y también la del Cenia.
Estas cuencas drenan una superficie de 16.600 km², cifra que representa el 52% del territorio autonómico. Incluye 634 municipios y su conjunto está dividido en 28 unidades hidrológicas, cuencas, subcuencas o conjunto de cuencas pequeñas. Constituyen el Distrito de Cuenca Hidrográfica o Fluvial de Cataluña, son competencia exclusiva de la Generalidad de Cataluña y su gestión está encomendada a la Agencia Catalana del Agua.
El Plan Hidrológico de las Cuencas Internas de Cataluña de 2017 aplica una cuádruple división:
- Sistema de la Muga, configurado por la cuenca hidrográfica de la Muga y las pequeñas cuencas litorales vecinas: rieras del Cabo de Creus, la Mugueta o Rec Madral y el Rec Sirvent.

- Sistema del Fluvià, configurado por la cuenca hidrogràfica del río Fluvià.

- Sistema Ter - Llobregat, que comprende las cuencas hidrográficas de los ríos Ter, Daró, Llobregat, Tordera, Besòs, Foix y las rieras litorales comprendidas entre las desembocaduras del Ter y el Foix.

- Sistema sur, que se integra por las cuencas de los ríos Gaià, Francolí y Riudecanyes e incluye las rieras litorales comprendidas entre las desembocaduras del Foix y el Ebro.

## Cuencas hidrográficas
1. Rieras del Cabo de Creus
2. Rec Madral
3. Río Muga
4. Rec Sirvent
5. Río Fluviá
6. Rieras del Montgrí-Ampurias
7. Río Ter
8. Río Daró
9. Rieras del Cabo de Begur-Blanes
10. Río Tordera
11. Rieras del Maresme
12. Río Besós
13. Rieras del Llano de Barcelona
14. Río Llobregat
15. Rieras del Llano de Llobregat
16. Rieras del Garraf
17. Río Foix
18. Rieras de Calafell-Torredembarra
19. Río Gayá
20. Rieras de la Punta de la Mora
21. Río Francolí
22. Rieras del Bajo Campo
23. Rieras de Riudecañas
24. Rieras de Llaberia-Vandellós
25. Rieras de Calafat-Golfo de San Jorge
26. Rieras de la Sierra del Montsiá